# Zielin (Trzebielino)
Zielin (deutsch Sellin) ist ein Dorf in der polnischen Woiwodschaft Pommern und gehört zur Gmina Trzebielino (Treblin) im Powiat Bytowski (Bütower Kreis).

## Geographische Lage
Das Dorf liegt in Hinterpommern, etwa 29 Kilometer nordnordöstlich von Miastko (Rummelsburg i. Pom.), 24 Kilometer südsüdöstlich von Słupsk (Stolp), 5 ½ Kilometer nördlich des Dorfs Trzebielino (Treblin) und vier Kilometer nordwestlich des Dorfs Cetyń (Zettin).

## Geschichte

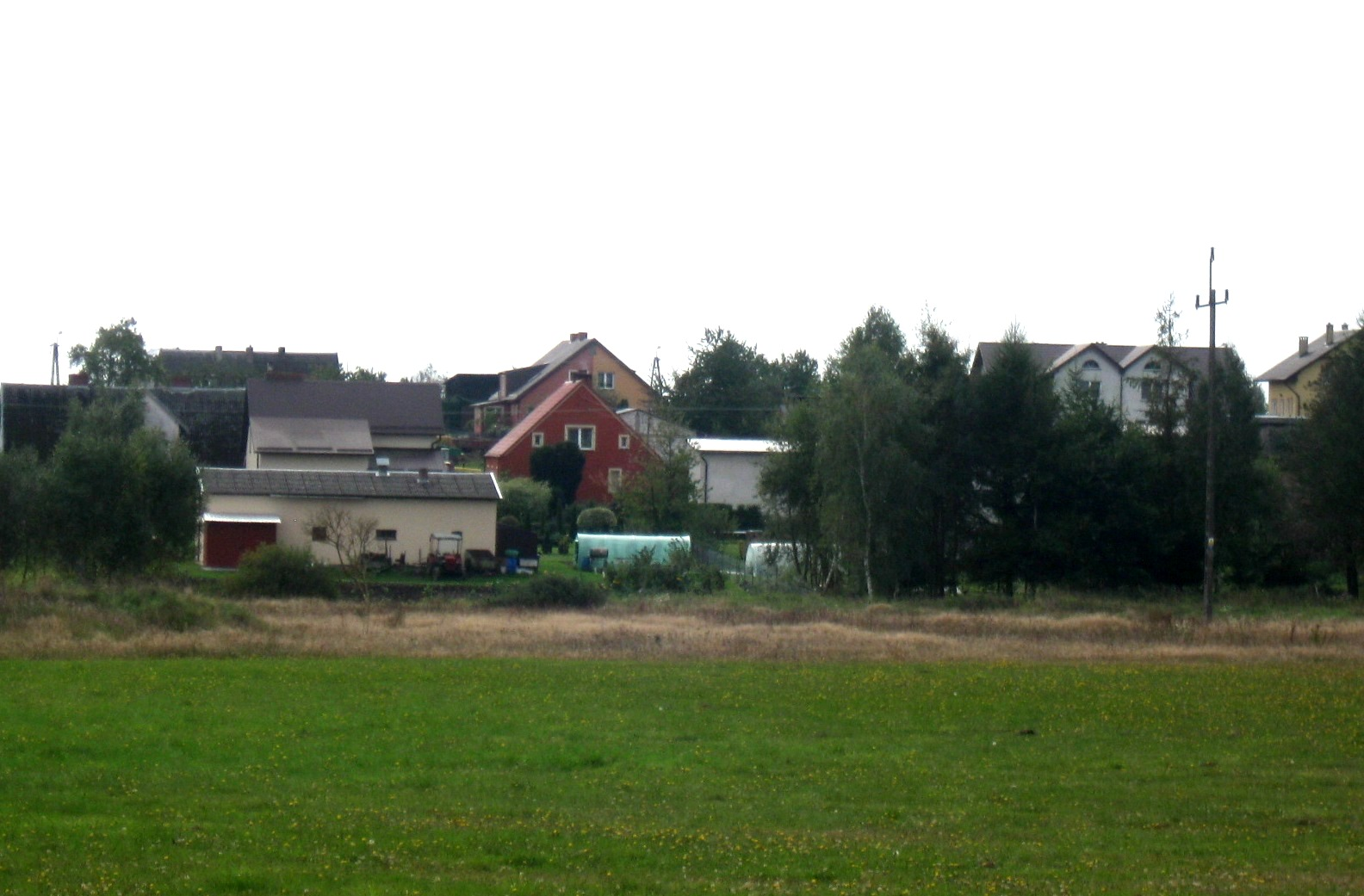
Häuser am Dorfrand (2014)

Sellin, nordnordöstlich von Rummelsburg und nördlich des Kirchdorfs Treblin, auf einer Landkarte von 1915

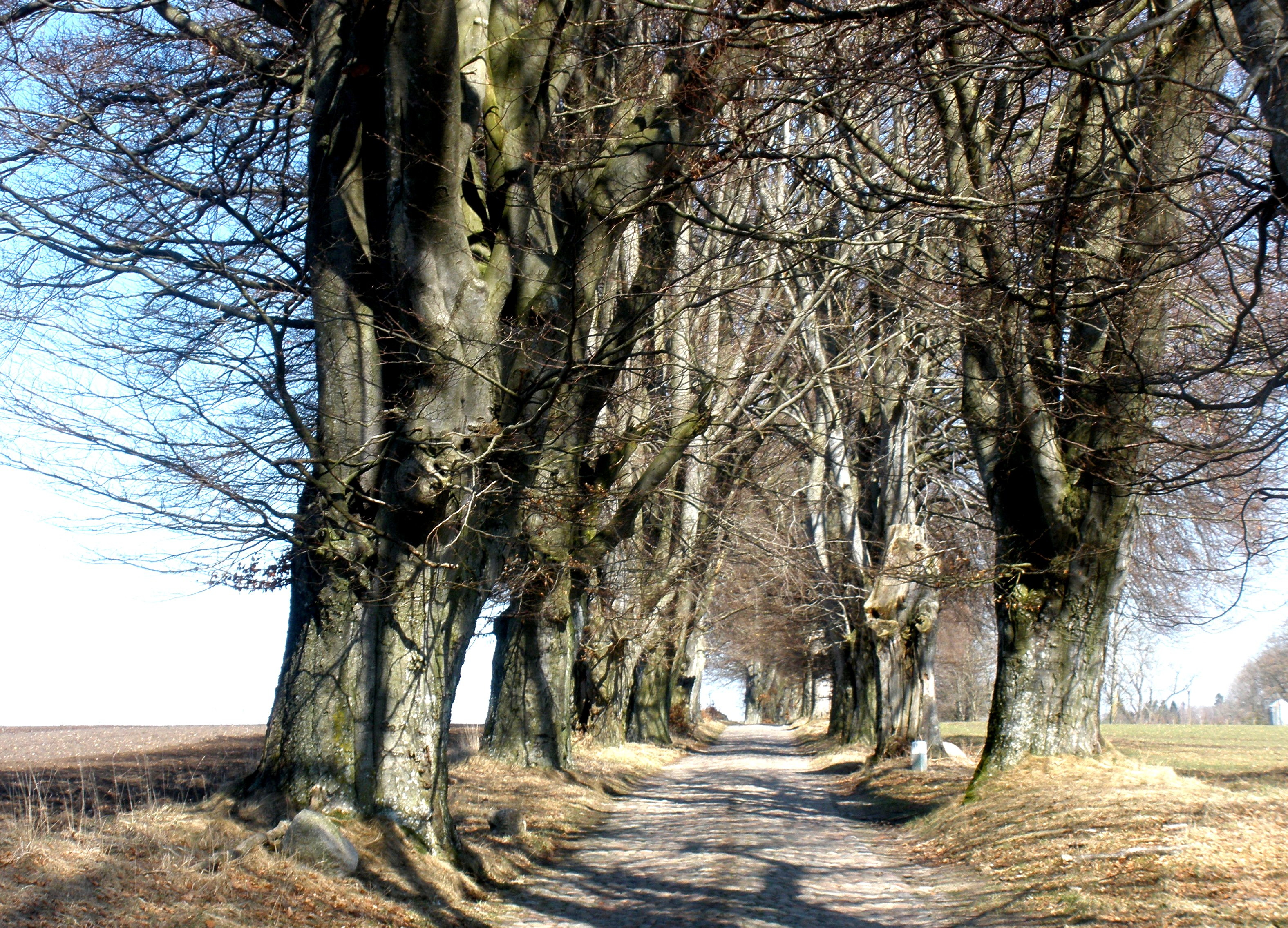
Buchen-Allee des Dorfs (Mitte April 1913)

Das Dorf Sellin, zu dem das Vorwerk Berg-Sellin, eine Wassermühle, Holzung und Fischerei gehörten, war ehemals ein altes Lehen der Familie Puttkamer, das wiederkäuflich veräußert worden war und in der zweiten Hälfte des 18. Jahrhunderts von dem Major George Eggerd von Puttkamer eingelöst wurde, der es noch 1782 besaß.  Um 1856 befand sich Sellin mit Starkow als Lehen im Besitz des Lieutenants a. D. George von Puttkamer, der das 1822 ererbte Gut auch noch 1862 besaß und auf Schloss Ovelgönne bei Rehme in Westfalen sesshaft war.
Im Jahr 1884 wird als Besitzer des Guts Sellin der Oberst von Puttkamer auf Groß Nipkau bei Rosenberg in Westpreußen angegeben, 1892 der Hauptmann von Puttkamer in Neu Kolziglow.
Am 1. Dezember 1913 wurden auf der 223 Hektar großen Gemarkungsfläche der Landgemeinde Sellin 33 viehhaltende Haushaltungen und auf dem 1291 Hektar umfassenden Gutsbezirk Sellin 39 viehhaltende Haushaltungen gezählt.
Am 1. April 1927 hatte das Gut Sellin eine Flächengröße von 1291 Hektar, und am 16. Juni 1925 hatte der Gutsbezirk 312 Einwohner.
Am 30. September 1928 wurde der Gutsbezirk Sellin in die Landgemeinde Sellin eingegliedert.
Anfang der 1930er Jahre hatte die Landgemeinde Sellin eine Flächengröße von 15,1 km². Innerhalb der Gemeindegrenzen standen insgesamt 49 bewohnte Wohnhäuser an sieben verschiedenen Wohnplätzen:
1. Bahnhof Sellin
2. Berg
3. Fuhrt
4. Sellin
5. Selliner Mühle
6. Wilhelmshof
7. Ziegelei

Um 1935 hatte Sellin u. a. einen Gasthof, eine Bäckerei, ein Bankgeschäft, eine Metzgerei, einen Gemischtwarenladen, eine Molkerei, eine Schmiede und eine Viehhandlung. Im Jahr 1939 hatte die Landgemeinde 480 Einwohner.
Die Landgemeinde Sellin gehörte im Jahr 1945 zum Landkreis Rummelsburg im Regierungsbezirk Köslin der preußischen Provinz Pommern des Deutschen Reichs und war dem Amtsbezirk Zettin zugeordnet. Das Standesamt befand sich in Zettin.
Gegen Ende des Zweiten Weltkriegs wurde Sellin Anfang März 1945 von der Roten Armee eingenommen. Anschließend wurde Sellin zusammen mit ganz Hinterpommern von der Sowjetunion der Volksrepublik Polen zur Verwaltung überlassen. Es begann danach allmählich die Zuwanderung von Polen. Die einheimische Bevölkerung wurde in der Folgezeit von der polnischen Administration vertrieben. Der Ortsname wurde zu „Zielin“ polonisiert.

## Kirchspiel bis 1945
Die vor 1945 anwesende Dorfbevölkerung war mit wenigen Ausnahmen evangelischer Konfession. Die evangelische Einwohner gehörten zum Kirchspiel Zettin.
Das katholische Kirchspiel war in Rummelsburg i. Pom.

## Persönlichkeiten
- Bernhard Heinrich Adolf von Puttkamer (1825–1904), preußischer Generalmajor a. D., Mitglied des Preußischen Herrenhauses auf Lebenszeit seit 1896, Herr auf Sellin, das er gemeinsam mit seinem Bruder Gustav 1871 erbte, seit 1874 allein besaß und 1884 an Waldemar von Puttkamer auf Neu Kolziglow veräußerte,[13] sowie Herr auf Groß Nipkau im Kreis Rosenberg in Westpreußen.[14]